# Куртай
Куртай (каз. Құртай) — упразднённое село в районе Шал акына Северо-Казахстанской области Казахстана. Входило в состав Юбилейного сельского округа. Исключено из учётных данных в 2024 году.
Код КАТО — 595655400.

## История
До 2013 года село входило в состав упразднённого Октябрьского сельского округа.

## Население
В 1999 году численность населения села составляла 148 человек (75 мужчин и 73 женщины). По данным переписи 2009 года в селе проживало 93 человека (44 мужчины и 49 женщин).